# サンバリー郡 (ニューブランズウィック州)

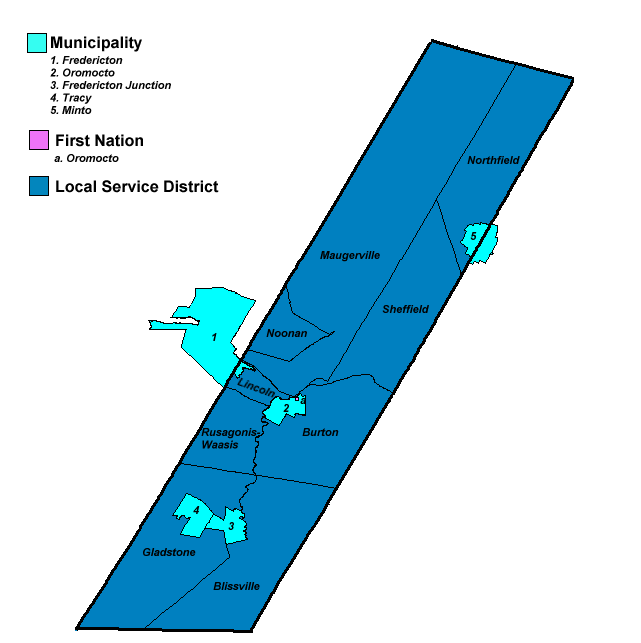
サンバリー郡

サンバリー郡（サンバリーぐん、英語：Sunbury County、仏語：Comté de Sunbury）は、カナダのニューブランズウィック州中央部に位置する郡。郡西部のオロモクトにはカナダ軍のゲージタウン基地がある。主要産業は、林業及び農業である。1967年の郡制廃止以前にはバートンに郡役場が置かれていた。

## 行政区分
サンバリー郡には1町2村とファーストネーションが1つがある。また7の小教区に分かれる。バートンは小教区であり、地方行政サービス地区（LSD、Local service district）でもある。

### 主な町村
- オロモクト